# Neocoelidiinae
Neocoelidiinae (лат.) — подсемейство прыгающих насекомых из семейства цикадок (Cicadellidae). Встречаются в Западном полушарии (Новый Свет). Неотропика и Неарктика. Крупные и среднего размера цикадки (3—14 мм). Голова с выступом. Макросетальная формула задних бёдер обычно равна 2+2+1. Обладают сходством с Deltocephalinae и Nirvaninae. Около 30 родов, более 170 видов.

## Классификация
Около 30 родов, более 170 видов. Обладают сходством с представителями подсемейств Deltocephalinae и Nirvaninae. Ранее часть родов выделялось в подсемейство Nirvaninae или в отдельное семейство Nirvanidae (Nivaniidae; Nirvaniidae Baker, 1923), ныне рассматриваемое в качестве трибы Nirvanini в подсемействе Evacanthinae.
Выделяют 2 трибы.

### Krocodonini
Трибы была впервые выделена в 2012 году.
- †Krocarites Dietrich & Vega, 1995 (доминиканский янтарь)[7]
- Krocodona Kramer, 1964[4]
  - =Krocobella Kramer, 1964
- Krocolidia Dietrich, 2003[8]
- Krocozzota Kramer, 1964[4]
- Retrolidia Dietrich, 2003[8]

### Neocoelidiini
- Acocoelidia DeLong, 1953[9]
- Aglenita Spinola, 1850
- Biza Walker, F., 1858[10]
- Chinaia Bruner & Metcalf, 1934[11][12]
- Chinchinota Kramer, 1967
- Cocoelidia DeLong, 1953[9]
- Coelana Kramer, 1964
- Coelella DeLong, 1953[9]
- Coelidiana Oman, 1938[13][14]
- Coelindroma Kramer, 1967[15]
- Coronalidia Marques-Costa & Cavichioli, 2007
- Deltocoelidia Kramer, 1961[16]
- Megacoelidia Kramer & Linnavuori, 1959[17]
- Nelidina DeLong, 1953[9]
- Neocoelidia Gillette & Baker, 1895
- Neocoelidiana DeLong, 1953[9][18]
- Neocoelindroma Marques-Costa & Cavichioli, 2007[19]
- Paracoelidiana Marques-Costa & Cavichioli, 2007
- Paraphysiana Bortolli-Chiamolera, Cavichioli & Anderle, 2003[20]
- Placoscopana Gonçalves, Marques-Costa & Ale-Rocha, 2012
- Salvina Melichar, 1926[21]
- Scopocoelidia Marques-Costa & Cavichioli, 2007[22]
- Takiyaella Gonçalves et al., 2023[2]
- Tetralidia Marques-Costa & Cavichioli, 2008[23]
- Tichocoelidia Kramer, 1962[10][24]
- Tozzita Kramer, 1964[25]
- Xenocoelidia Kramer, 1959[11]
- Xenocoelidiana Marques-Costa & Cavichioli, 2006[26]
- Xiqilliba Kramer, 1964[27][28]